# Rezerwat przyrody „Cieszynianka”
Rezerwat przyrody „Cieszynianka” – florystyczny rezerwat przyrody w gminie Mogilany, w powiecie krakowskim, w województwie małopolskim. Znajduje się ok. 1 km na północny zachód od centrum Mogilan. Zatwierdzony w 1969 r., zajmuje powierzchnię 10,27 ha i obejmuje wyspowe stanowisko cieszynianki wiosennej w lesie grądowym. Wokół rezerwatu utworzono otulinę o powierzchni 25,35 ha.

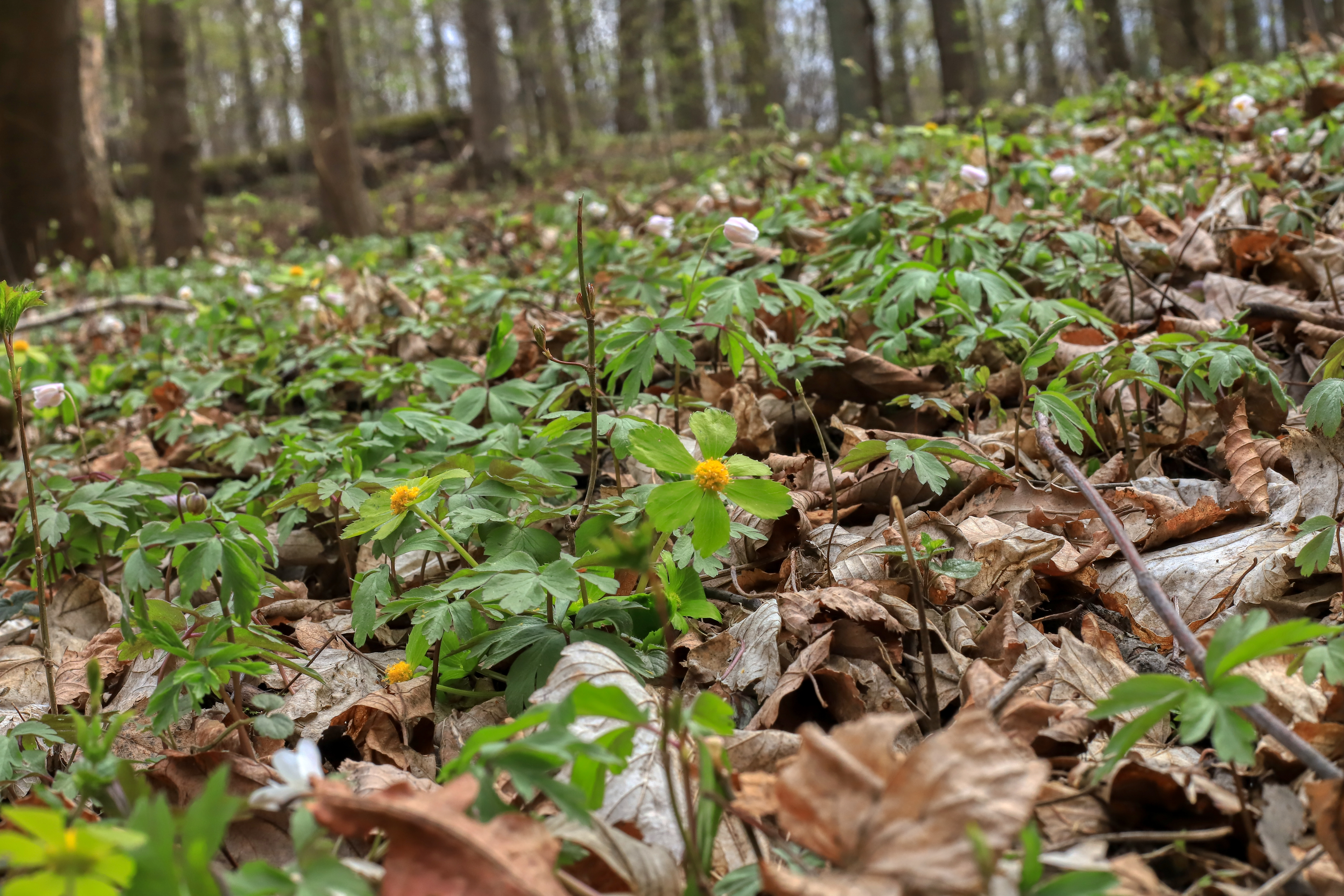
Cieszynianka wiosenna w rezerwacie

Rezerwat położony jest w lesie bukowo-brzozowym, porastającym północne stoki mogilańskiego wzgórza. Las ten zajmuje częściowo obszar źródłowy potoku Rzepnik znajdujący się pomiędzy starą szosą Kraków – Mogilany (na wschodzie), drogą Mogilany – Kulerzów – Buków (na południu), a od zachodu graniczy z Chorowicami.
Część lasu, w której występują najobfitsze skupiska cieszynianki należy pod względem fitosocjologicznym do rzędu zespołów Fagetalia i do zespołu Querceto-Carpinetum.